# 沈呂九
沈呂九（1938年4月28日—），祖籍福建福州，美籍华裔物理學家，中央研究院院士。

## 学术研究
沈呂九在1965年與沃爾特·科恩發表了一篇名為「包涵交換及關聯效應之自洽方程」的文章，文中提出了科恩－沈吕九方程，奠定了密度泛函理論的基礎。科恩也因此拿到了1998年的諾貝爾化學獎。

## 重要獎項、榮譽、與經歷
- 美國加州大學聖地牙哥分校物理系傑出教授
- 中央研究院院士
- 美國國家科學院院士
- 美國物理學會會士
- W.E. Lamb Medal
- 國立交通大學榮譽博士